# Nostalgie de la boue
Nostalgie de la boue è una locuzione del XIX secolo, mutuata dalla lingua francese, che significa letteralmente "nostalgia del fango". La metafora si riferisce alla "romanticizzazione degli animi primitivi", una voglia di approfondire e tastare il modo di vivere delle classi sociali inferiori.
Tom Wolfe ha fatto uso di questa espressione nel saggio Radical chic, in riferimento alla fascinazione della borghesia liberal statunitense nei confronti di movimenti estremisti o radicali come le Black Panthers o dei movimenti di liberazione latino-americani.
Secondo Wolfe, il fascino a cui sono soggetti i cosiddetti radical chic ha dei punti di contatto con la corrente culturale detta del primitivismo. In tal senso, la nostalgie de la boue rappresenta l'idealizzazione positiva del "primitivo lontano", visto come l'equivalente delle classi sociali inferiori del proprio Paese. 
Un caso di nostalgie de la boue ante litteram è la descrizione che Cristoforo Colombo fa dei "selvaggi" di San Salvador delle Bahamas nel suo diario.